# آهو (آشتیان)
آهو روستایی از توابع بخش مرکزی شهرستان آشتیان در استان مرکزی ایران است. روستای آهو در ۵ کیلومتری شمال آشتیان در استان مرکزی قرار گرفته است. این روستا از غرب به گرکان و از شمال به تفرش و از شرق به روستای فوجرد منتهی می‌شود، کوه میراب، ابراهیم‌باد، استل باغات، باغ پَله، رودخانه راچان و همچنین دو سراب بالا و پایین و باغ آقا، دشت آهو، کوه ایوانک از مکان‌های دیدنی و شناخته‌شده آهوست.

## امامزادگان
هر دو امامزاده این روستا از فرزندان موسی کاظم شمرده شده اند.
طبق نظر کارشناسان، قدمت بنای امامزادگان ، ابی‌عبدالله و بی‌بی شهربانو به ترتیب به دورة ایلخانی و سلجوقی می‌رسد.

## امامزاده عبدالله
این زیارتگاه، بیرون از روستا، در کنار جاده خاکی آهو به عبدالله‌آباد  قرار گرفته‌است، ساکنان محلی، پیدایش آن را مستند به رویای شاه‌ عباس صفوی (در سال 1038 ) می‌پندارند، گویند: شاه سه شب پی‌درپی، در عالم رؤیا آهو  یا بُزی را دیده که از پای کوه کمر دوشاخ به محل دفن جسد آمده و با شاخ خود موضع امامزاده را نشان کرده است، شاه عباس به یکی از همراهان به نام ملاعلی دستور توقف و ساخت بقعه و گنبد را صادر می‌نماید ، اکنون تختِ ملاعلی در بالای روستا، معروف اهل محل است.

## امامزاده بی بی شهربانو
زیارتگاه بی‌بی شهربانو در سمت چپ ، مدخل روستا ، روی تپه‌ای باستانی و در میان گورستان قرار دارد . بنای آن به صورت مربع مستطیل ، از خشت و آجر ساخته شده ، گنبد آن کوتاه ، از نوع عرقچینی است.

## نامگذاری
در خصوص نحوه نامگذاری روستا، برخی معتقدند چون در حوالی آن روستا، حیوان آهو به تعداد زیاد زندگی می‌کرده، پس نام روستا را آهو نام نهادند. نظر دیگری معتقد است واژه آهو در زبان سانسکریت «آسورا» می‌باشد که از ریشه آسو یا آهو به به معنی زندگی و توانایی می‌باشد. بنار مندرجات تاریخی، آهو یکی از ایزدان آریایی بوده‌است و کلمه در مفهوم اولیه باقی‌مانده و تا امروز نیز حفظ شده‌است.
به گفته محلی‌های روستای آهو و به نقل از اسناد خطی قدیمی روزی شاه اسمعیل صفوی از کنار کوه کمردوشاخ عبور می‌کرده است که آهوی نری از پس کوه بیرون آمده و قسمتی از کوه را به دو نیم می‌کند، از آن پس نام روستا را آهو نام‌گذاری می‌کنند.
در قدیم آهو و دیگر حیوانات در کنار "رودخانه راچان" دیده شده است، این رودخانه در شمال روستای آهو و در دامنه کوه میراب واقع شده و در فصل بهار میزبان ماهی‌های متنوعی است.

## جمعیت
این روستا در دهستان گرکان قرار دارد و بر اساس سرشماری مرکز آمار ایران در سال ۱۳۹۵، جمعیت آن ۲۵۹ نفر (۱۰۸ خانوار) بوده است.